# Nana Mizuki Live Attraction the DVD
NANA MIZUKI "LIVE ATTRACTION" THE DVD – pierwsze DVD koncertowe japońskiej piosenkarki Nany Mizuki, wydane 26 marca 2003. Nagrania pochodzą z jej zimowego koncertu z trasy NANA MIZUKI LIVE "ATTRACTION 2002". Większość utworów pochodzi z drugiego albumu piosenkarki MAGIC ATTRACTION. Album osiągnął 30 pozycję w rankingu Oricon.

## Lista utworów
| Nr  | Tytuł |
| --- | --- |
| 1.  | "THEME OF MAGIC ATTRACTION" |
| 2.  | "through the night" |
| 3.  | "climb up" |
| 4.  | "STAND" |
| 5.  | "deep sea" |
| 6.  | "Freestyle" (jap. フリースタイル)                                                                                               |
| 7.  | "Orugōru to piano to ～ NANA-iro no yō ni ～ Juriet (medley)" (jap. オルゴールとピアノと～NANA色のように～ジュリエット(medley)) |
| 8.  | "PROTECTION" |
| 9.  | "Futari no Memory" (jap. 二人のMemory)                                                                                          |
| 10. | "suddenly ~Meguriaete~" (jap. suddenly 〜巡り合えて〜)                                                                          |
| 11. | "POWER GATE" |
| 12. | "Ano hi yumemita negai" (jap. あの日夢見た願い)                                                                                 |
| 13. | "TRANSMIGRATION" |
| 14. | "POWER GATE (acappella)" |